# Царе на Аркадия
Списък на царете на Аркадия на п-в Пелопонес, Южна Гърция през 11 – 7 век пр.н.е.
- Атлант, син на Япет
- Идей, син на Дардан
- Деймант, син на Дардан
- Пеласг, син на Зевс
- Ликаон, син на Пеласг, има 50 сина
- Никтим, син на Ликаон
- Аркад, син на Зевс
- Акак, син на Ликаон
- Афидант, син на Аркад
- Азан, син на Аркад
- Клитор, син на Азан
- Елат, син на Аркад
- Алей, син на Афидант
- Ликург, син на Алей
- Кефей, син на Алей
- Стимфал, син на Елат
- Агамед, син на Стимфал
- Керкион, син на Агамед
- Ехем, син на Аеропа
- Агапенор, син на Анкей (царя на Лелегите)
- Акак, син на Ликаон
- Хипофой, син на Керкион
- Епит II, син на Хипофой
- Кипсел, син на Епит
- Голеас, син на Кипсел
- Буколион, син на Голеас
- Фиал, син на Буколион
- Сим, син на Фиал
- Помп, син на Сим
- Eгинет, син на Помп
- Полиместор, син на Егинет, бездетен
- Ехмид, син на Бриак, малкия син на Егинет
- Аристократ I, син на Ехмид
- Гикетас, син на Аристократ I
- Аристократ II, упр. до 680 или 657 пр.н.е., син на Гикетас – последен цар, царската власт била отменена.